# 小行星2871
小行星2871（2871 Schober）是一颗围绕太阳公转的小行星。1981年8月30日，愛德華·鮑威爾在可可尼诺县发现了此天体。
該小行星以奧地利天文學家漢斯·約瑟夫·舒貝爾（Hans Josef Schober）命名。
这颗小行星的绝对星等为335.34829等。